# Мациевский, Игорь Владимирович
И́горь Влади́мирович Мацие́вский (укр. Ігор Володимирович Мацієвський; род. 28 июня 1941, Харьков) — советский, украинский и российский композитор и музыкальный этнограф. Заслуженный деятель искусств Украины (1999).

## Биография
Родился в Харькове. Окончил Львовскую консерваторию по классу композиции (ученик Адама Солтыса), ассистентуру-стажировку по кафедре композиции Ленинградской консерватории, аспирантуру сектора инструментоведения Института театра, музыки и кинематографии.
В 1970-х гг. преподавал в Ивано-Франковском музыкальном училище (композицию), в 1980-х гг. — в Ленинградском музыкальном училище им. Мусоргского, в начале 1990-х гг. — композицию и инструментовку во Львовской консерватории. Преподавал также на кафедре народного песенного искусства Санкт-Петербургского университета культуры и искусств.
С 1972 года — научный сотрудник, а с 1991 года — заведующий сектором инструментоведения Российского института истории искусств, доктор искусствоведения (1991), профессор (1993).
С 1993 г. одновременно — профессор по классу композиции и курсам органологии и музыкальной антропологии Петрозаводской государственной консерватории. Профессор кафедры звукорежиссуры Санкт-Петербургского гуманитарного университета профсоюзов.

## Научная деятельность
Академик Российской академии естественных наук и Международной Академии информатизации.
Состоит в Международном Совете традиционной музыки ЮНЕСКО; председатель Программного совета Центра народной и духовной музыки Центрально-Восточной Европы (Люблин). Член Научного совета Санкт-Петербургского союза учёных.
Подготовил 5 докторов и 22 кандидатов наук, в том числе 12 исследователей казахской, узбекской, киргизской, уйгурской, татарской, азербайджанской, тувинской и других тюркских музыкальных культур. Автор более 150 научных работ, посвящённых проблемам традиционного инструментализма, композиции и импровизации, музыкального образования, пограничных и этнических культур.

### Избранные труды
1969 — Про двоподільний принцип композиції в гуцульській народно-інструментальній музиці (Українське музикознавство, 5)
1970 — Гуцульские скрипичные композиции: Дис. кан. мис.
1972 — Музичні інструменти Закарпатською України (Свидник)
1972 — Фольклор и композиторская техника (Баку)
1976 — Исследовательские проблемы транскрипции инструментальной народной музыки
1978 — К проблеме эпического в народной инструментальной музыке
1983 — Формирование системно-этнофонического метода в органологии
1985 — Троистая музыка: к вопросу традиционных инструментальных ансамблей
1997 — Питання документації народної інструментальної музики.
1989 — Питання документації народної інструментальної музики
2000 — Жанрові угрупування української традиційної інструментальної музики. (Львів)
2002 — Ігри і співголосся, Контонація. (Тернопіль)
2007 — Народная инструментальная музыка как феномен культуры. (Алматы)

## Творчество
Написал несколько десятков крупных симфонических, камерных и хоровых циклов, в том числе Симфония-концерт «Аз и Я» по одноимённой книге Олжаса Сулейменова, вокальные циклы «Духовные песни» (нем. Geistliche Lieder, на тексты народного творчества немцев Поволжья), «Беспокойство» (на стихи Тадеуша Ружевича) и др. Написал музыку к 12 кинофильмам.

## Награды
- Заслуженный деятель искусств Украины (19 октября 1999) — за значительный личный вклад в популяризацию украинской культуры в мире, весомые творческие достижения[5]
- Заслуженный деятель искусств Польши
- Член союзов композиторов России и Украины.